# Wentworth, South Dakota
Wentworth är en ort i Lake County i delstaten South Dakota, USA.